# DetermiNation
DetermiNation – piąty album studyjny polskiej grupy muzycznej Trauma. Wydawnictwo ukazało się 25 sierpnia 2005 roku nakładem wytwórni muzycznej Empire Records. Nagrania zostały zarejestrowane i zmiksowane w białostockim Hertz Studio pomiędzy majem a czerwcem 2005 roku. Introdukcje zostały zarejestrowane przez lidera zespołu - Jarosława "Mistera" Misterkiewicza oraz Tomasza Zielińskiego w elbląskim Hard Line Studio w lipcu 2005 roku. Mastering odbył się w lipcu tego samego roku również w Hertz Studio. W 2006 roku płyta została wydana ponownie przez firmę Unique Leader Records.

## Lista utworów
Opracowano na podstawie materiału źródłowego.
| Nr | Tytuł utworu           | Słowa     | Muzyka | Długość |
| -- | ---------------------- | --------- | ------ | ------- |
| 1. | „The Elegy For Doom”   | Chudy     | Mister | 4:41    |
| 2. | „The Solitude Remains” | Chudy     | Mister | 4:08    |
| 3. | „Wings Of Frustration” | Anarcha93 | Mister | 3:21    |
| 4. | „An Act Of Providence” | Chudy     | Mister | 3:41    |
| 5. | „The Loneliest”        | Anarcha93 | Mister | 4:52    |
| 6. | „As Never Before”      | Anarcha93 | Mister | 4:56    |
| 7. | „Frozen God”           | Chudy     | Mister | 4:29    |
| 8. | „Determination”        | Anarcha93 | Mister | 10:08   |
|    |                        |           |        | 40:16   |

## Twórcy
Opracowano na podstawie materiału źródłowego.
- Artur "Chudy" Chudewniak – wokal prowadzący
- Jarosław "Mister" Misterkiewicz – gitara rytmiczna, gitara prowadząca, produkcja muzyczna, oprawa graficzna, zdjęcia
- Paweł "Firana" Krajnik – gitara basowa, oprawa graficzna, zdjęcia
- Arkadiusz "Mały" Sinica – perkusja
- Wojciech Wiesławski – inżynieria dźwięku, produkcja, miksowanie, mastering
- Sławomir Wiesławski – inżynieria dźwięku, produkcja, miksowanie, mastering
- Jacek Wiśniewski – okładka
- Rafał Siderski – zdjęcia